# Kirk Morrison
Kirk David Morrison (Oakland, 19 febbraio 1982) è un giocatore di football americano statunitense che è attualmente free agent della National Football League. Venne scelto al 3º giro del Draft NFL 2005 come 78a scelta dai Raiders. Al college giocò alla San Diego State University.

## Carriera professionistica

### Oakland Raiders
Morrison venne selezionato al 3º giro del Draft NFL dai Raiders. Il 28 luglio 2005 firmò un contratto di 5 anni per un valore di 2,818 milioni di dollari di cui 888.000 di bonus alla firma. Debuttò nella NFL l'8 settembre dello stesso anno contro i New England Patriots. Con i Raiders giocò 5 stagioni finendo con 632 tackle totali.
Il 14 aprile 2010 firmò un annuale del valore di 2,524 milioni di dollari.
Il 24 aprile 2010 venne ceduto insieme alla 158a scelta del Draft NFL 2010 con i Jaguars per la 108a scelta del Draft 2010.

### Jacksonville Jaguars
Firmò un annuale del valore di 2,524 milioni di dollari con i Jaguars finì con 89 tackle totali.

### Buffalo Bills
Il 24 agosto 2011 firmò un contratto di un anno del valore di 1,1 milioni di dollari. Il 9 marzo 2012 firmò un contratto biennale del valore di 2,5 milioni di dollari di cui 500.000 di bonus alla firma.
Il 3 dicembre 2012 venne svincolato finendo con soli 7 tackle totali.

## Vittorie e premi
- Nessuno

## Statistiche
| Partite totali                 | 113 |
| Partite da titolare            | 95  |
| Tackle totali                  | 727 |
| Sack                           | 6   |
| Intercetti fatti               | 7   |
| Fumble forzati                 | 6   |
| Fumble recuperati              | 5   |
| Touchdown su fumble recuperati | 1   |
| Passaggi deviati               | 20  |

Statistiche aggiornate alla stagione 2012